# Georg Spindler (Theologe)
Georg Spindler (* 1528 in Plauen; † 1605 in Neumarkt in der Oberpfalz) war evangelisch-lutherischer und später evangelisch-reformierter Geistlicher.

## Leben und Wirken
Georg Spindler findet sich 1548 auf der Universität in Wittenberg, war ab 1550 Lehrer in Zeulenroda und wohl von 1554 bis 1558 in Scheibenberg, Erzgebirge, als Pfarrer. Er legte das erste Kirchenbuch an. Bereits ab 1558 soll er als Pfarrer nach Schlackenwerth in Böhmen gegangen sein, wo er bis 1578 im Dienst war. Damals war er noch lutherisch geprägt und veröffentlichte mehrere Predigten. Dann wurde er Calvinist, verlor 1578 seine Stelle, reiste durch mehrere Länder und ging mit seiner Familie in die Oberpfalz. Er war offenbar 1582 Pfarrer in Pölling, 1585 in Berngau, war wohl auch reformierter Pfarrer in Eschenbach, lebte im Ruhestand in Neumarkt in der Oberpfalz und starb dort 1605. Er hatte einen Sohn, Johann Spindler, der ebenfalls Pfarrer wurde und eine Tochter, die den Pfarrer Michael Sturm heiratete.
Er war ein fruchtbarer Schriftsteller erst lutherischer, dann reformierter Werke.